# ژردی ساباتس
ژردی ساباتس (کاتالونیایی: Jordi Sabatés؛ زادهٔ ۲۳ اکتبر ۱۹۴۸ – ۱۱ ژانویهٔ ۲۰۲۲) یک موسیقی‌دان، آهنگ‌ساز، نوازنده پیانو و تنظیم‌کننده موسیقی اهل اسپانیا بود.
او برای چندین فیلم، از جمله فیلم مستند «گلوله برف» موسیقی ساخته ساخت.
وی در سال‌های پایانی دهه ۱۹۹۰ میلادی با ماریا دل مار بونت و چند هنرمند مشهور اسپانیایی دیگر، تورهای موسیقی برگزار کرد.